# Begraafplaats van Brussel

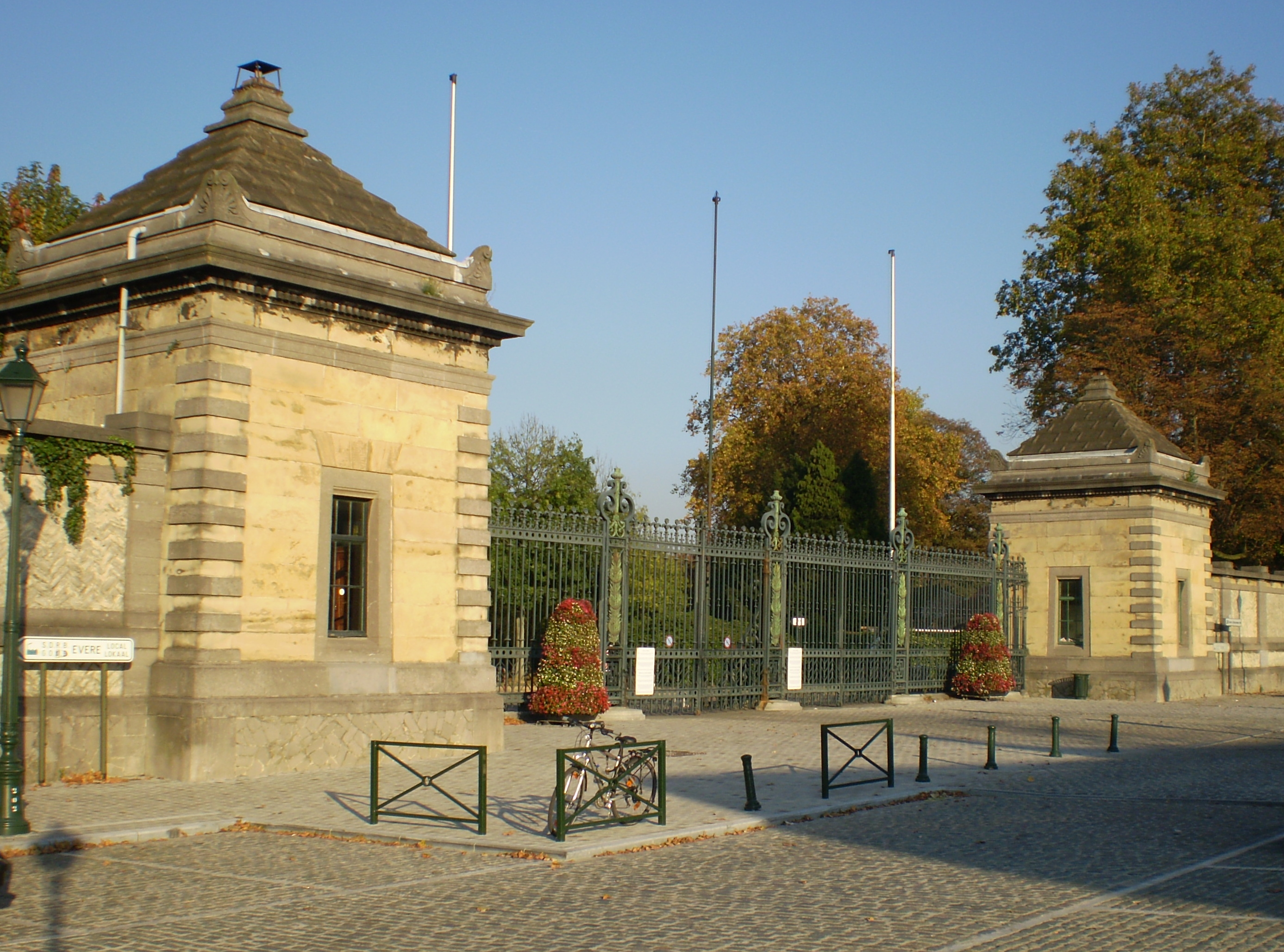
Hoofdingang

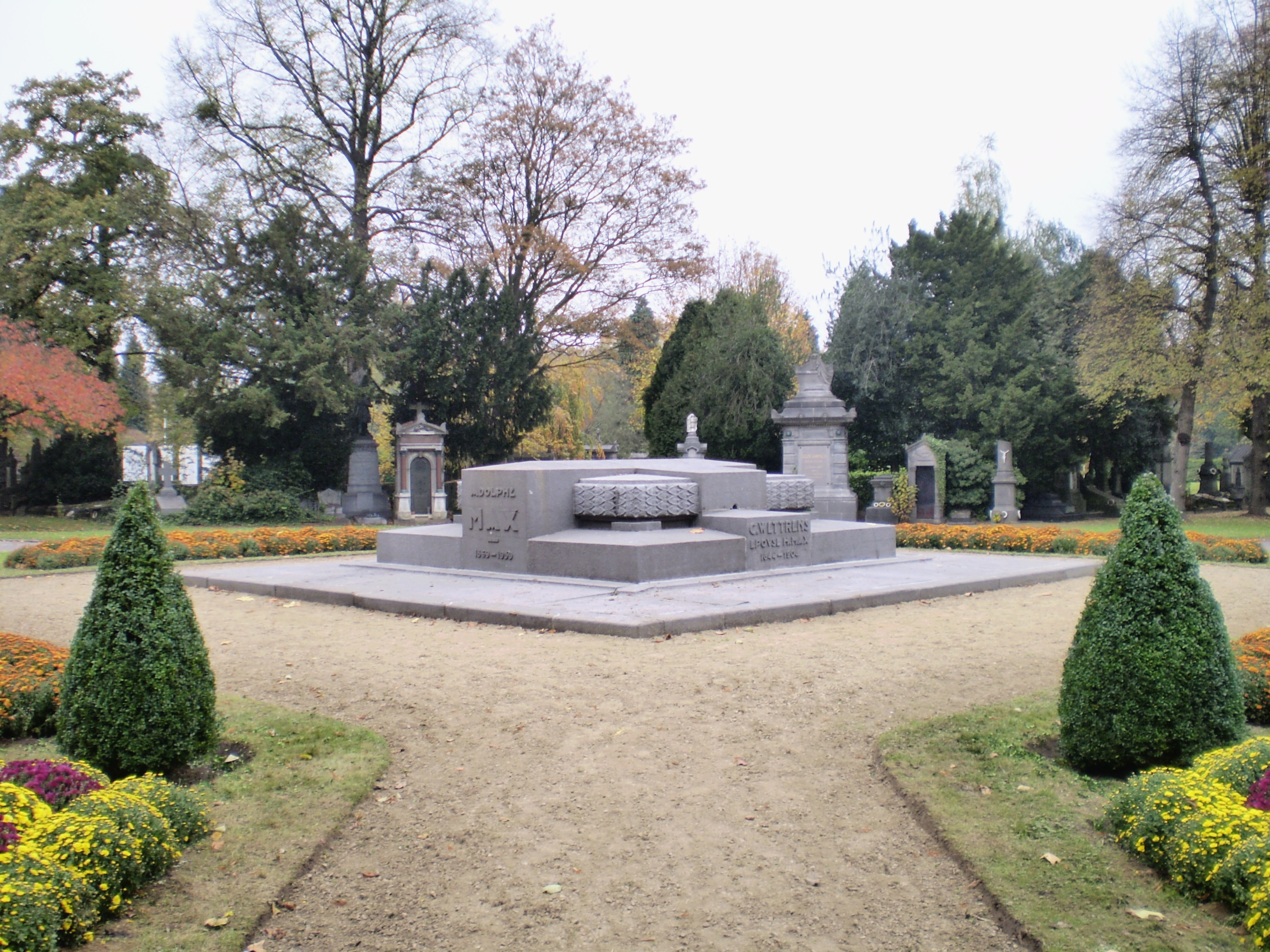
Rond Punt der Burgemeesters met monument Adolphe Max

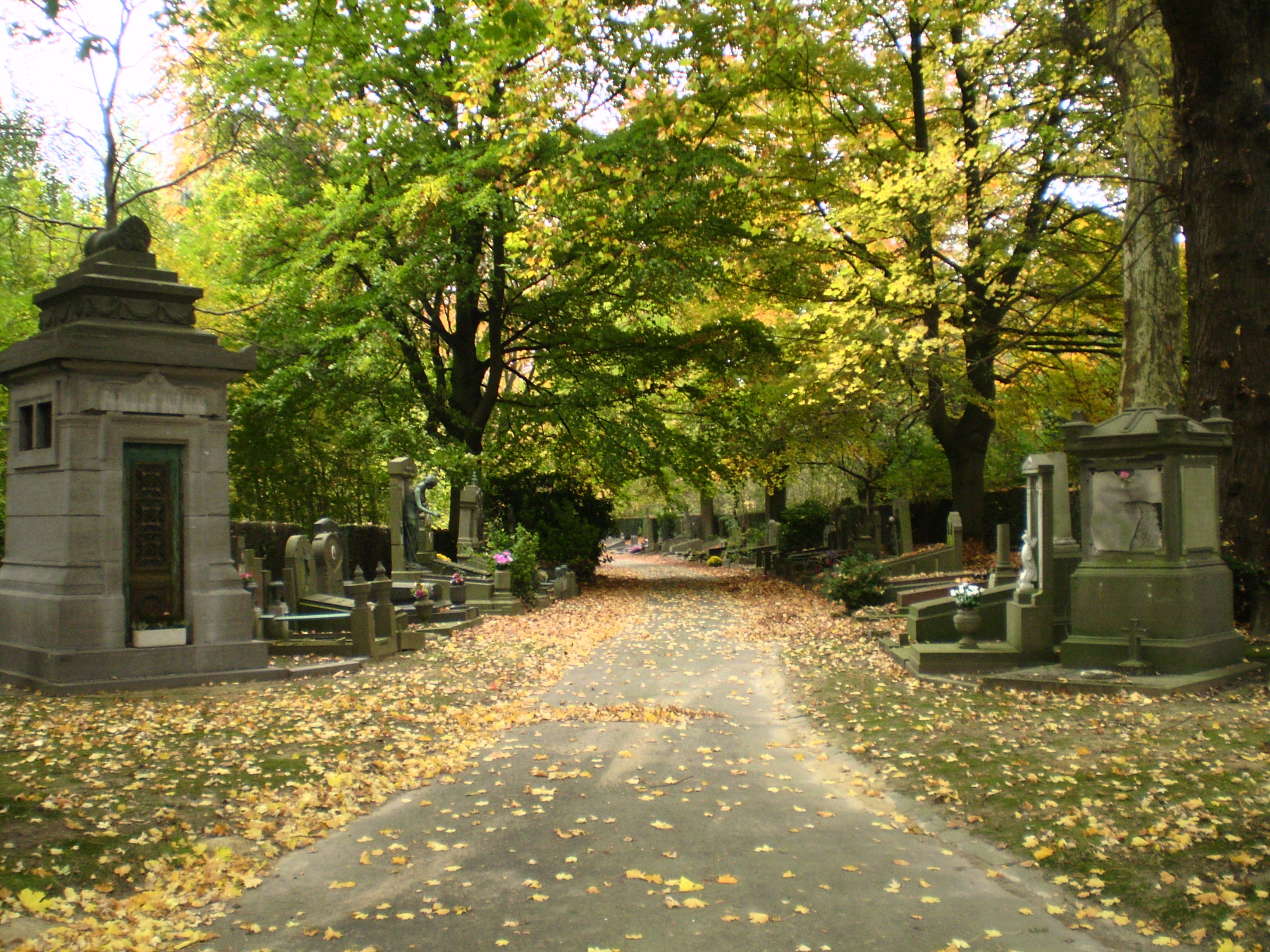
Begraafplaats van Brussel

De begraafplaats van Brussel is een begraafplaats van de Belgische hoofdstad Brussel. De begraafplaats ligt op het grondgebied van de gemeente Evere in het Brussels Hoofdstedelijk Gewest. Het is de belangrijkste begraafplaats van Brussel en is met een oppervlakte van ongeveer 38 ha de meest uitgestrekte van het hoofdstedelijk gewest. Net ten oosten ligt de begraafplaats van Schaarbeek.

## Geschiedenis
Volgens een decreet van keizer Jozef II uit 1784 moesten begraafplaatsen binnen de stad worden opgeheven en de parochies in Brussel richtten samen drie begraafplaatsen in net buiten de stadspoorten, namelijk in Sint-Joost-ten-Node, in Sint-Jans-Molenbeek en in Sint-Gillis (waarheen eerder de geruimde kerkhoven waren overgebracht van resp. de Sint-Goedele-, Sint-Katelijne- en Kapellekerk). Door de groeiende bevolking werden deze begraafplaatsen in de loop van de 19e eeuw al te klein en door de expansie van de stad was uitbreiding van de begraafplaatsen niet mogelijk. In 1874 besliste de stad een eerste terrein van 30 ha aan te kopen in Evere, zo'n vijf kilometer ten noordoosten van het stadscentrum. De begraafplaats werd in 1877 geopend door Jules Anspach.
De begraafplaats werd aangelegd door de stadsarchitect Victor Jamaer en landschapsarchitect Louis Fuchs in een Engelse landschapsstijl. Het geheel werd aangelegd als een uitgestrekt park met brede lanen en grote ronde punten. Twee paviljoenen flankeren de ingang. In tegenstelling tot het veeleer katholieke kerkhof van Laken met zijn neogotische monumenten, werd dit een eerder vrijzinnige begraafplaats, met grafmonumenten in verschillende stijlen. Honderden graven uit de oude begraafplaatsen werden naar hier overgebracht.
De begraafplaats telt verschillende militaire en burgerlijke herdenkingsmonumenten, zoals een herdenkingsmonument voor de slachtoffers van de brand in de Innovation in 1967.

## Militaire begraafplaats

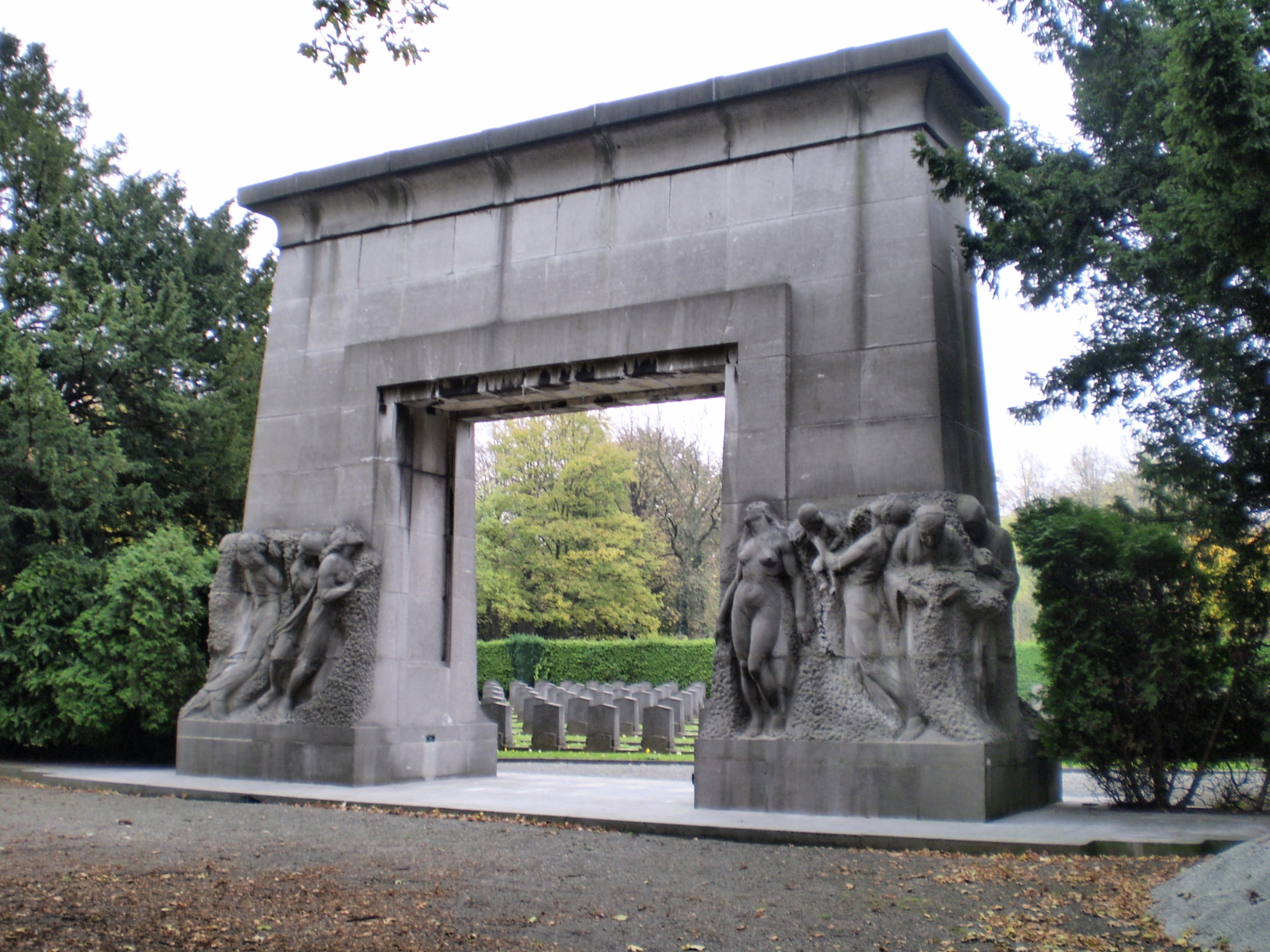
Erepoort bij het Belgisch militaire Ereperk van de Eerste Wereldoorlog

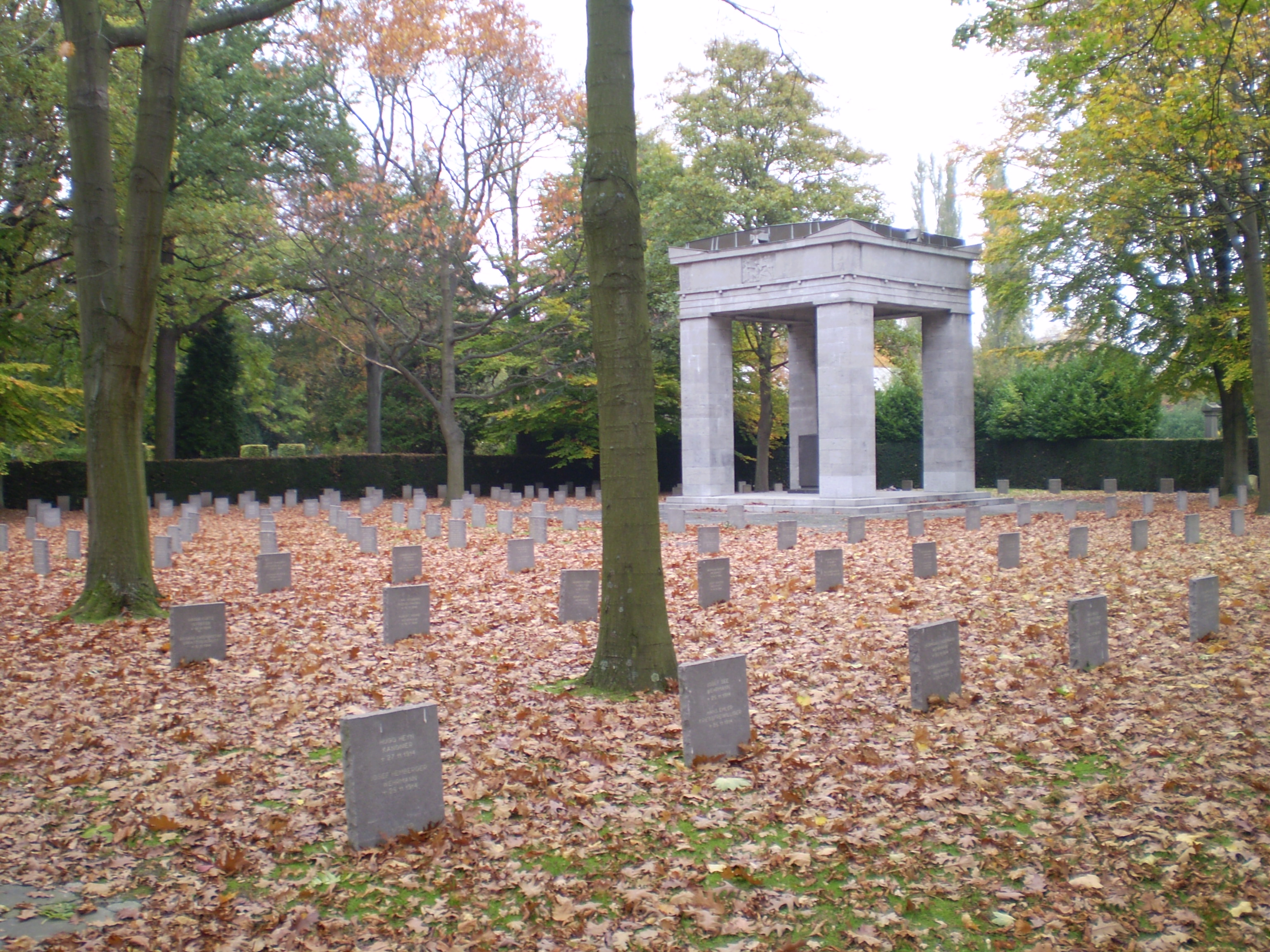
Duitse militaire begraafplaats

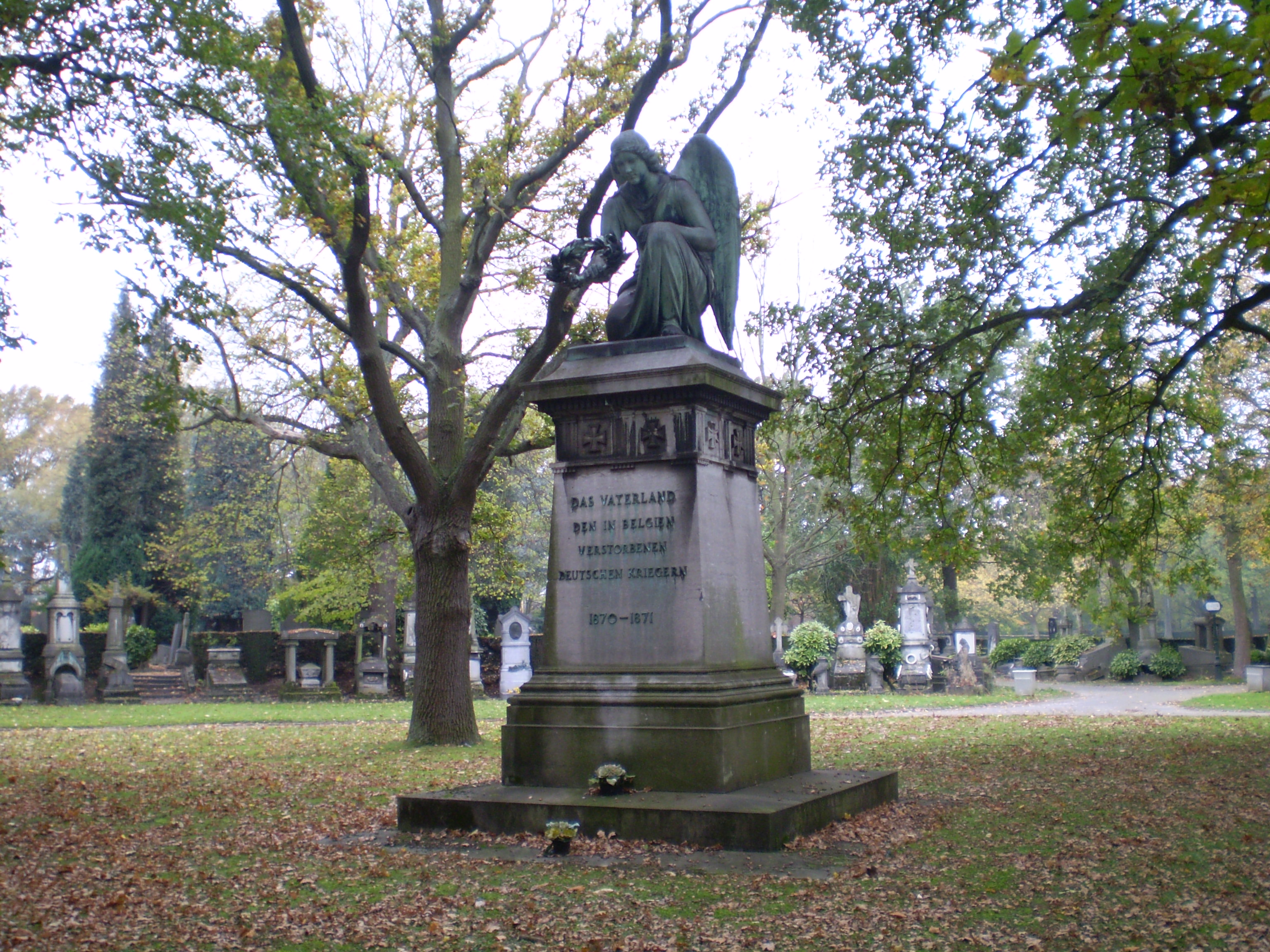
Duits monument voor de Frans-Duitse Oorlog

Op de begraafplaats van Brussel rusten 1.147 Duitse gesneuvelde militairen uit de Eerste Wereldoorlog. Op het Duitse perk staat een tempel die in 1917 door professor Wilhelm Kreis werd ontworpen. Er liggen ook meer dan 500 Belgische militairen die in beide wereldoorlogen sneuvelden. De begraafplaats telt ook een CWGC-perk (Brussels Town Cemetery) met Britse gesneuvelden. Iets meer dan 50 van hen sneuvelden in de Eerste Wereldoorlog, een 600-tal in de Tweede Wereldoorlog.
Naast deze graven bevinden zich op de begraafplaats nog verschillende oorlogsherdenkingstekens, waaronder:
- het monument voor de strijders van de Belgische Revolutie in 1830
- het Engels monument voor de Slag bij Waterloo, een werk van Jacques de Lalaing
- een Frans monument voor de soldaten van de Frans-Duitse Oorlog van 1870
- een Duits monument voor de soldaten van de Frans-Duitse Oorlog van 1870
- een Belgische militaire erepoort voor de Eerste Wereldoorlog
- een Duitse militaire erepoort voor de Eerste Wereldoorlog
- verschillende herdenkingsmonumenten voor de Tweede Wereldoorlog

## Bescherming
De gehele begraafplaats werd in 1997 als landschap beschermd. Tegelijk werd ook een serie van zeven graven beschermd als monument, namelijk dat van D.J.S.S. Overman (1869), Van Sirtama-Van Grovestins (1878), John Rombert en Christine (1779), een grafsteen van het Cellebroedersklooster, Pierre Cordemans (1904), Pierre Dustin (1896) en de familie Lombaer. Afzonderlijk werd ook het grafmonument van de schilder Jacques-Louis David beschermd. Ten slotte werd ook nog een reeks van 30 graven beschermd, meer bepaald graven ontworpen door bekende architecten, of waar architecten begraven liggen.

## Bekende personen
- Jules Anspach (1829-1879), burgemeester van Brussel
- Maurice Balasse (1914-1945), militair piloot en luchtaas tijdens de Tweede Wereldoorlog[3][4][5][6]
- Charles Buls (1837-1914), burgemeester van Brussel
- François-Antoine Curtet (1763-1830), medicus
- Jacques-Louis David (1748-1825), Frans schilder
- Charles de Brouckère (1796-1860), burgemeester van Brussel
- Rodolphe de Hemricourt de Grunne (1911-1941), militaire piloot en luchtaas tijdens de Tweede Wereldoorlog. Symbolisch graf in het Ereperk voor Belgische vliegeniers, perk II.[7][8]
- Emile De Mot (1835-1909), burgemeester van Brussel
- César De Paepe (1841-1890), medicus, socioloog en politicus
- Louis De Potter (1786-1859), journalist, wegbereider voor de Belgische revolutie[a]
- Raymond Goethals (1921-2004), voetbaltrainer
- Robert Goldschmidt (1877-1935), natuurkundige, scheikundige, ingenieur en uitvinder
- Charles Janssen (1851-1918), commandeur van de Orde van Leopold, advocaat en politicus
- Adolphe Max (1869-1939), burgemeester van Brussel
- Jean Offenberg (1916-1942), militaire piloot en luchtaas tijdens de Tweede Wereldoorlog[9]
- Lambert Adolphe Jacques Quételet (1796-1874), wiskundige, astronoom, statisticus en socioloog
- Louis Scutenaire (1905-1987), dichter, en zijn vrouw Irène Hamoir (1906-1994), romancière
- François Van Campenhout (1779-1848), componist van de Brabançonne
- Paul Vanden Boeynants (1919-2001), eerste minister
- Felix Vanderstraeten (1823-1884), burgemeester van Brussel
- Emile Vandervelde (1866-1938), minister
- Henri Van Dievoet (1869-1931), architect
- Jules Van Dievoet (1844-1917), jurist en advocaat
- Charles Van Lerberghe (1861-1907), letterkundige
- Pierre-Théodore Verhaegen (1796-1882), stichter van de Université libre de Bruxelles
- Jean Volders (1855-1896), journalist en politicus

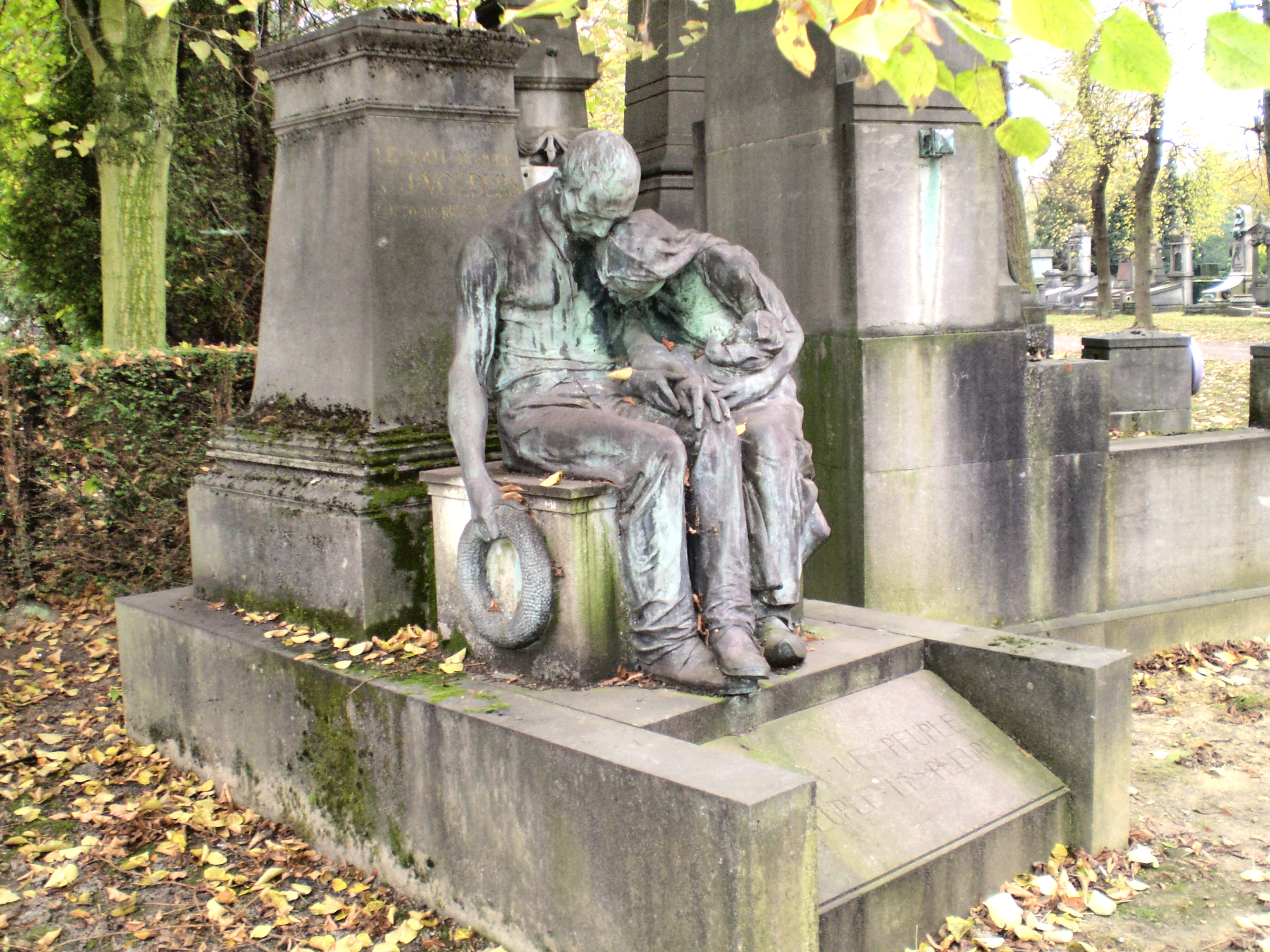
Jean Volders
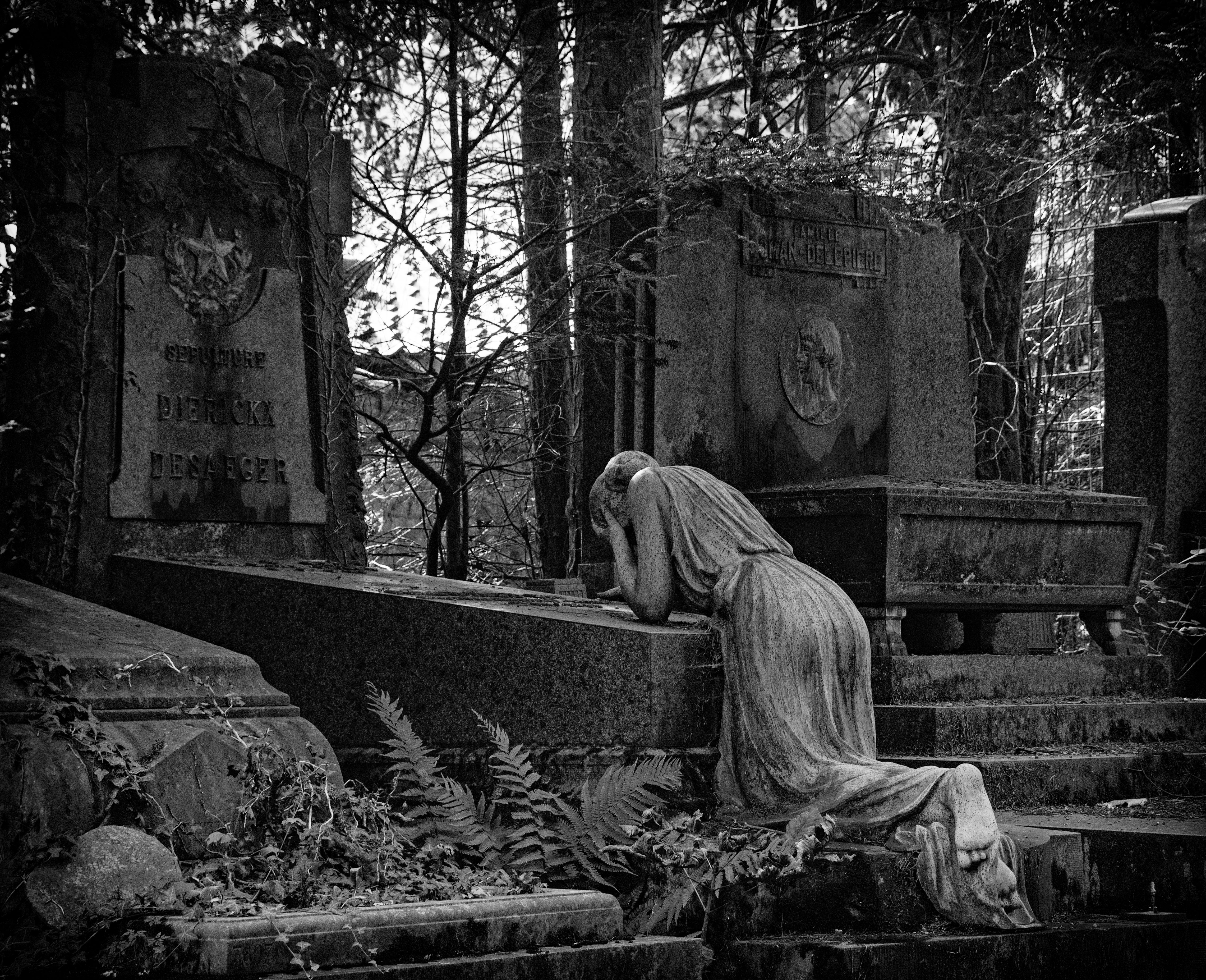
Dierickx-Desaeger